# アンリ・ルバスク
アンリ・ルバスク（Henri Lebasque, 1865年9月25日 - 1937年8月7日）は、フランスのポスト印象派の画家。

## 略歴
フランスのメーヌ＝エ＝ロワール県のシャンピニェ(Champigné)で生まれた。アンジェの美術学校(École régionale des beaux-arts d'Angers)で学んだ後、1886年にパリにでて、レオン・ボナに学び、フェルディナン・アンベールの助手として、パリのパンテオンに壁画を描いた。この頃、カミーユ・ピサロやピエール＝オーギュスト・ルノワールといった画家と知り合い、後に影響を受けた。ナビ派の画家のエドゥアール・ヴュイヤールや友人であるピエール・ボナールの影響を受た。
1903年に「サロン・ドートンヌ」の創立会員となり、友人であったアンリ・マティスとアンデパンダン展に出展した 。ラウル・デュフィやルイ･ヴァルタ、アンリ・マンガンといった画家と友人になり、マンガンに誘われて、南フランスを旅し、その旅から明るい色調の作品を描くようになった。
人気のある画家になり、シャンゼリゼ劇場の装飾画も手掛けた。
彼の作品はオルセー美術館などで展示されている。

## 作品

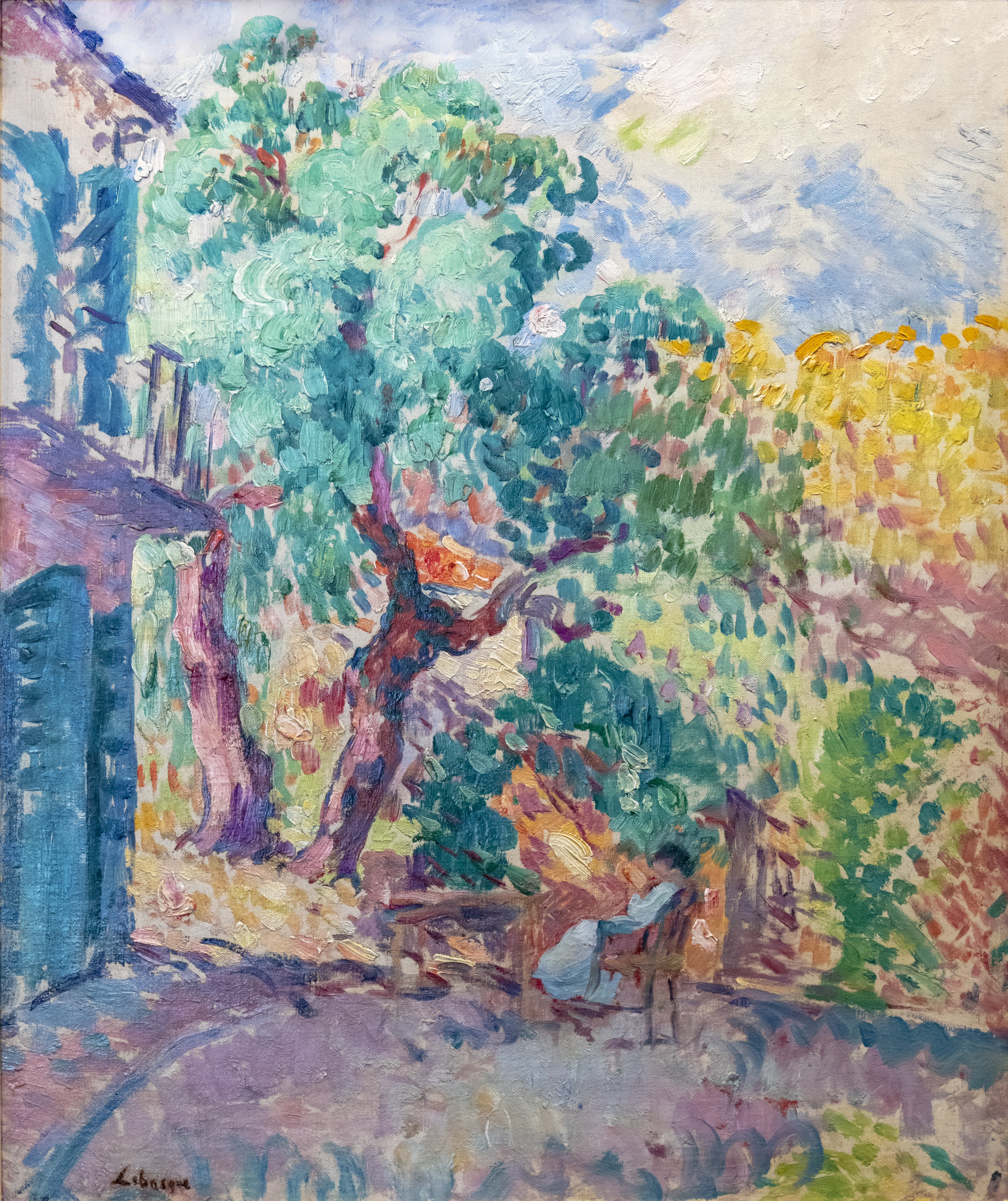
庭園
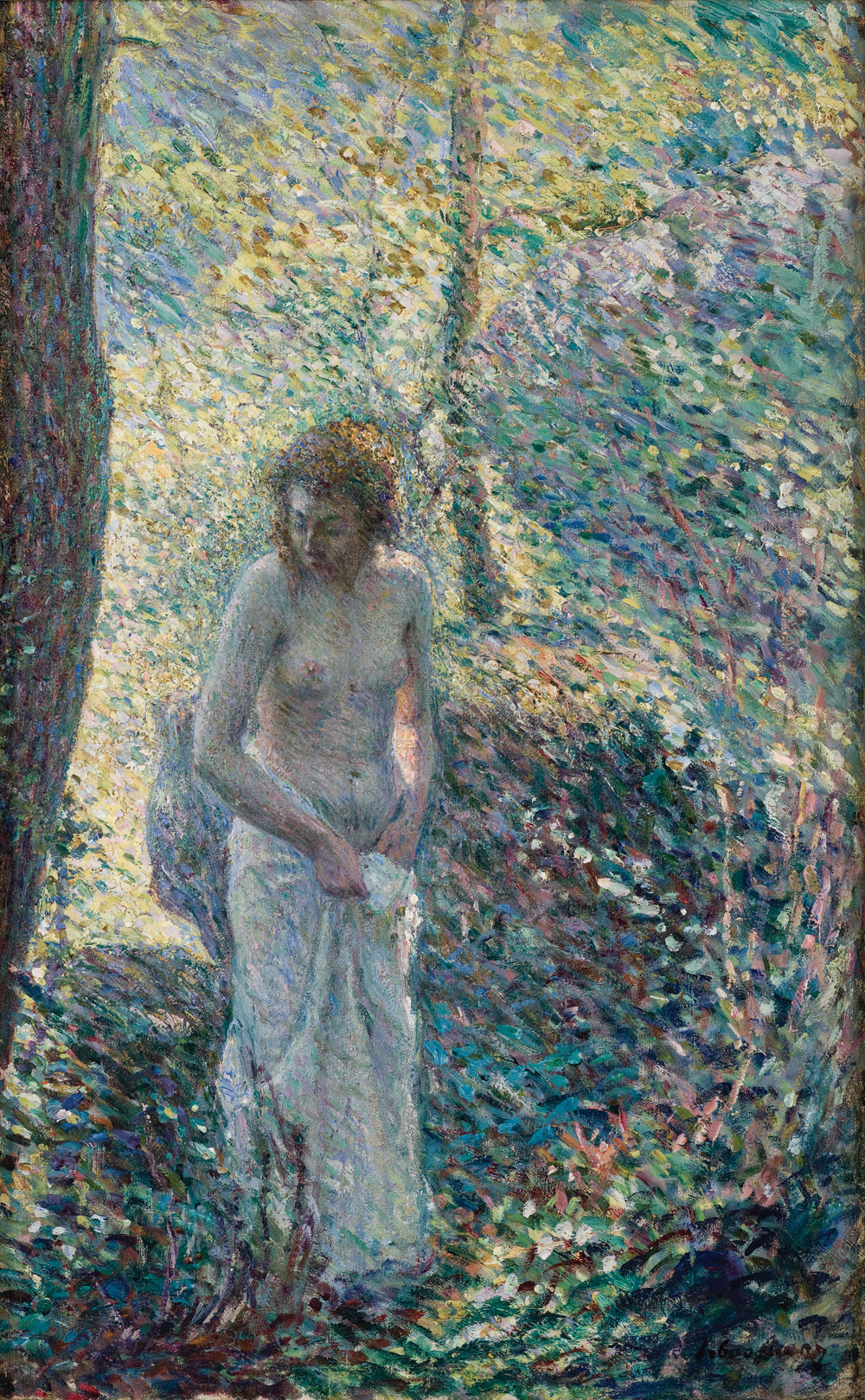
森の中の少女
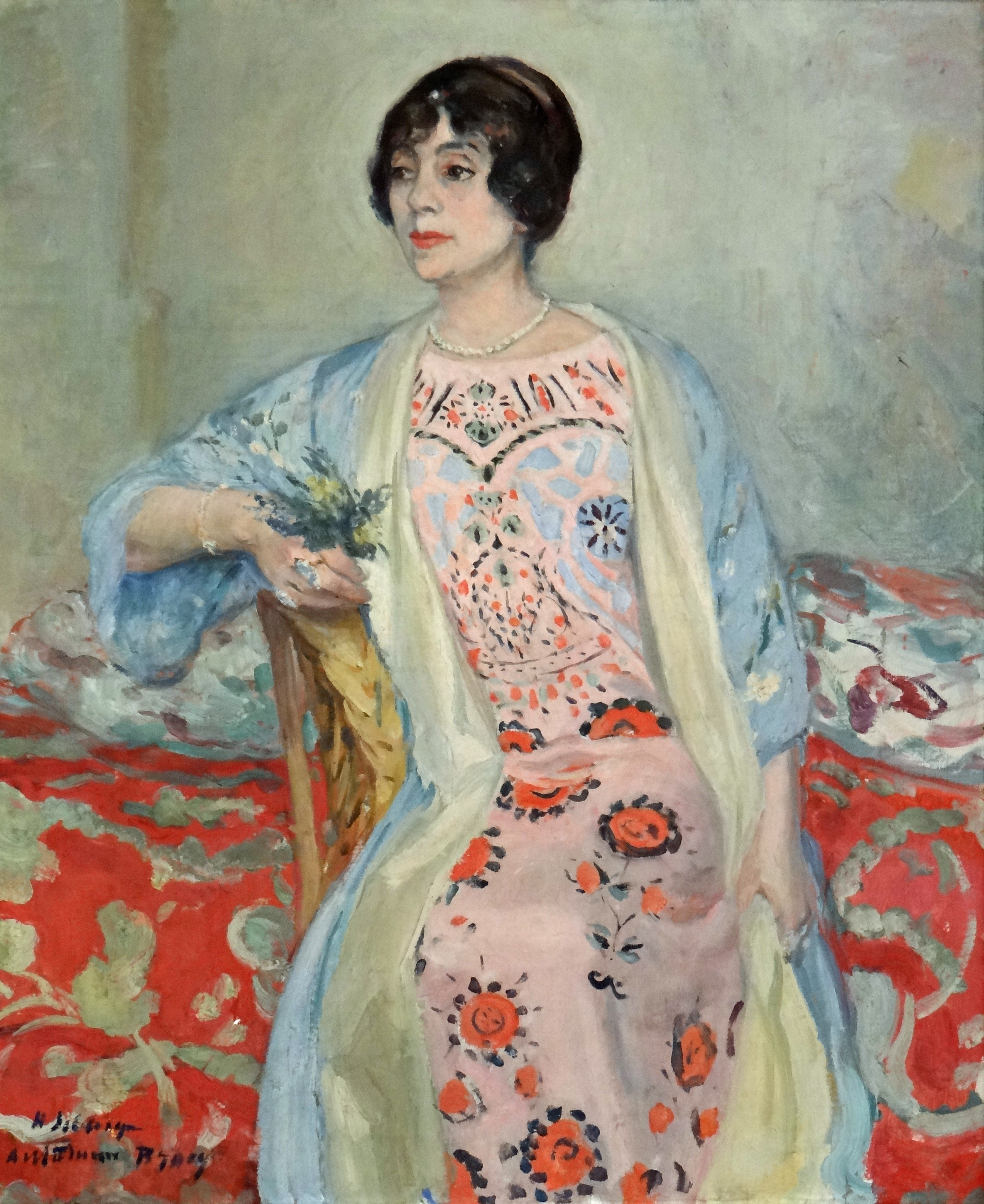
"Portrait de Madame Marie-Marguerite Brocq"(1920)
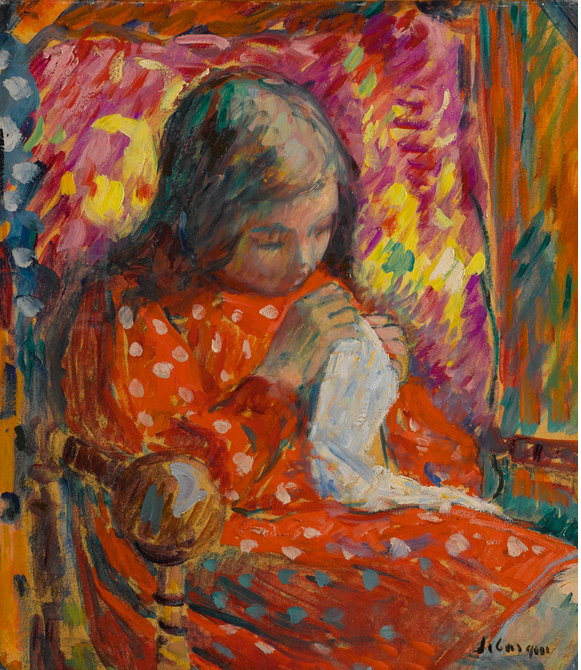
裁縫をする少女

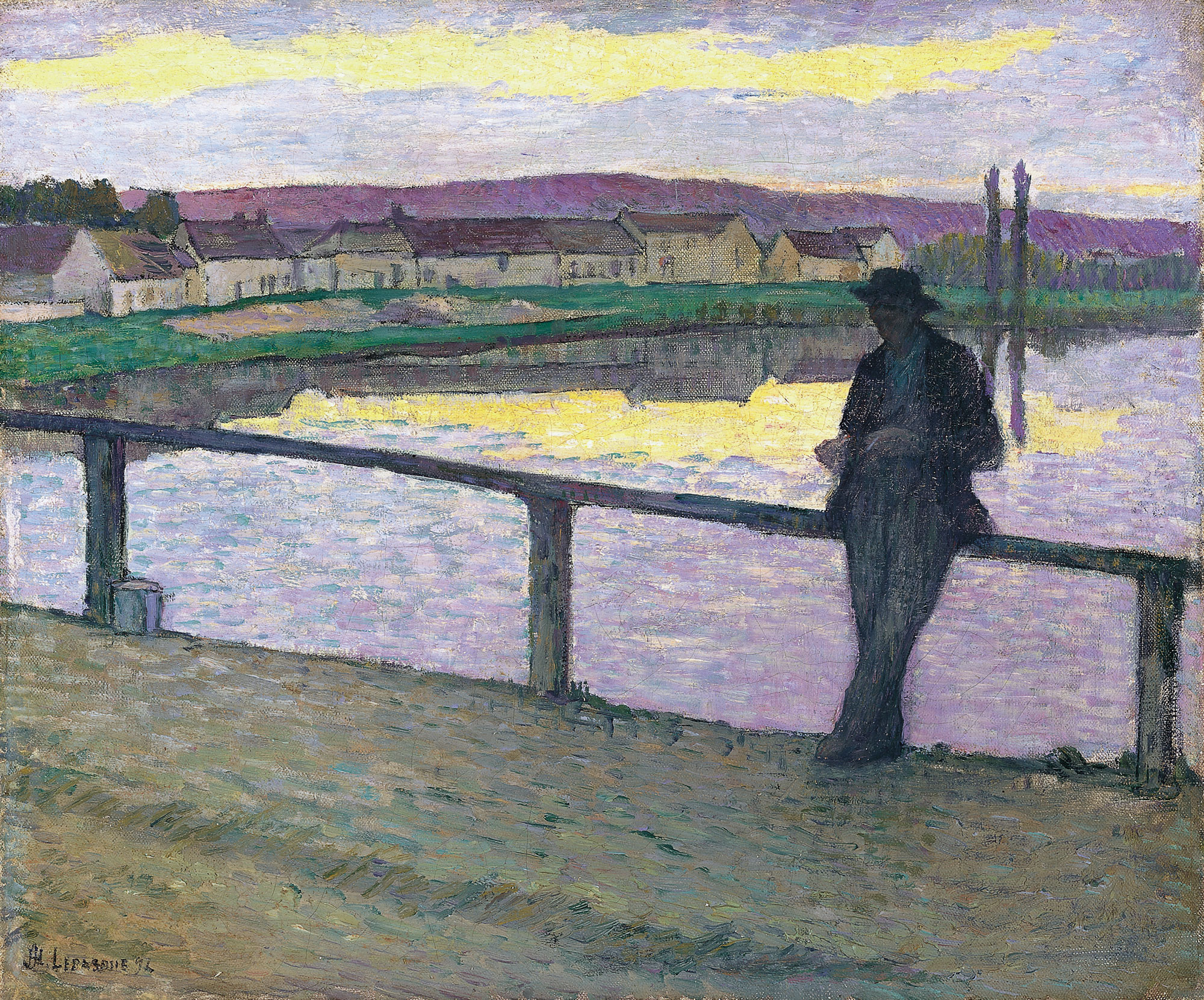
ポン＝アヴェンの夕日
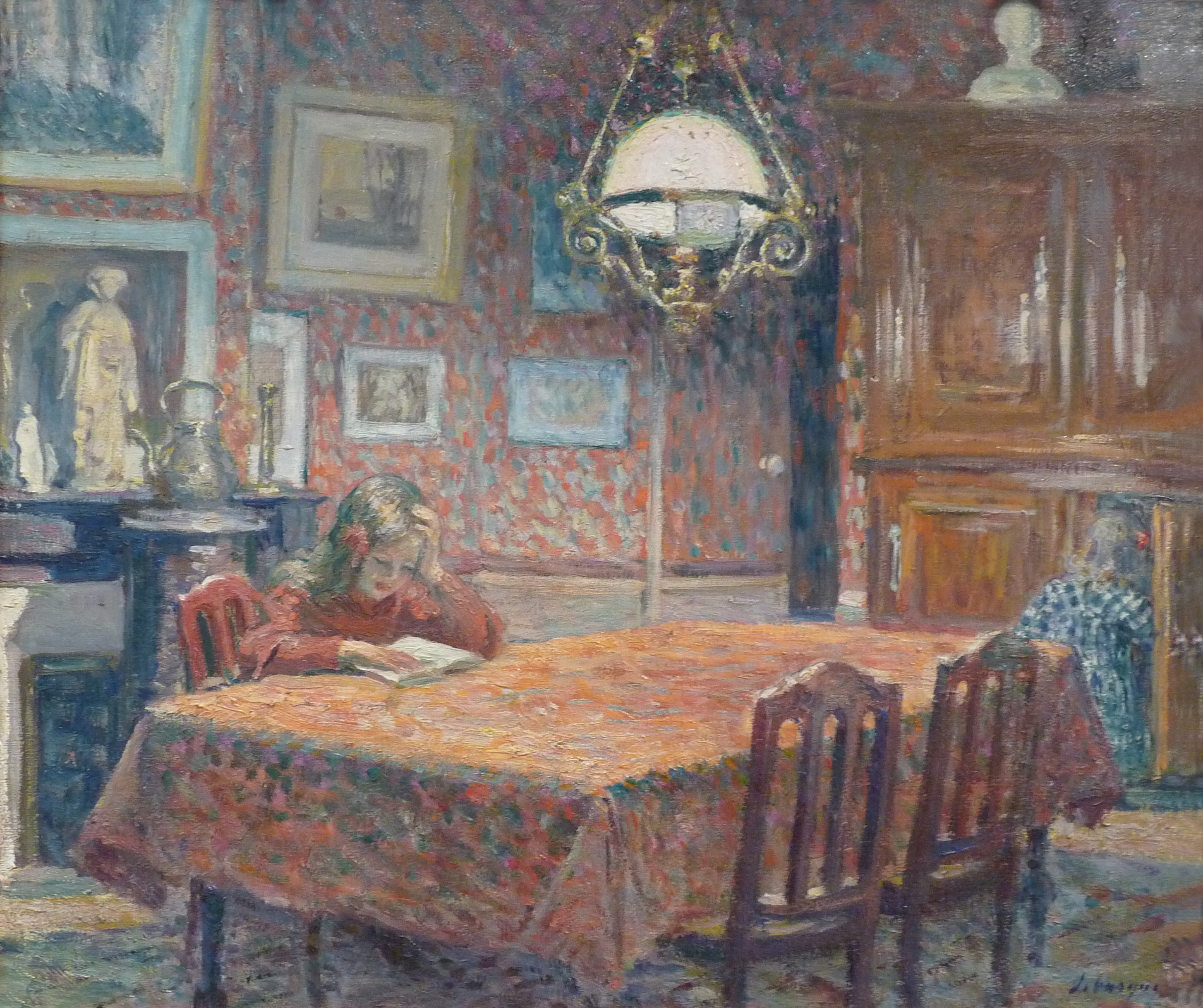
ランプの下で
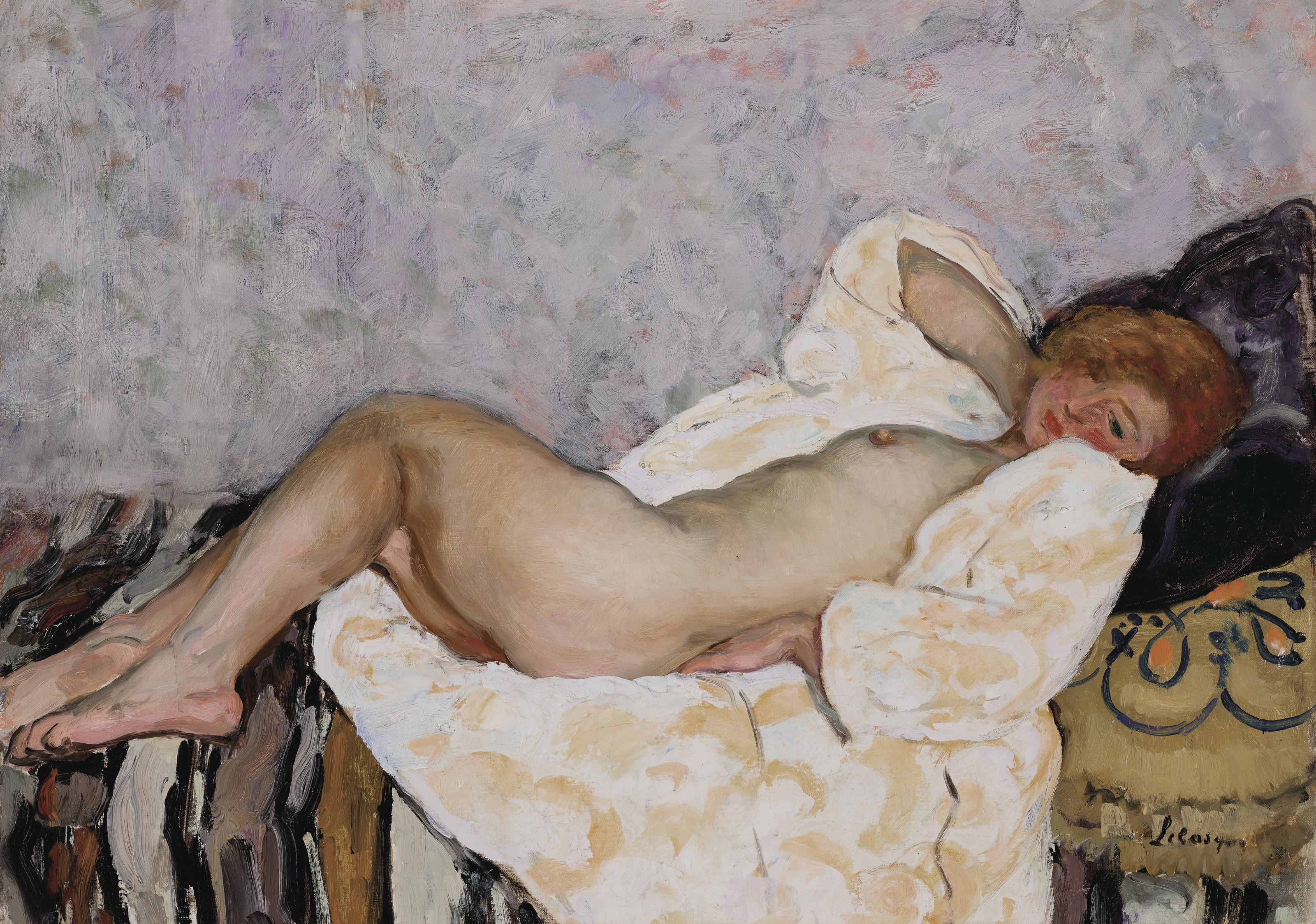
Nu allongé